# Saint-Sernin-du-Bois
Saint-Sernin-du-Bois település Franciaországban, Saône-et-Loire megyében. Lakosainak száma 1729 fő (2022. január 1.). Saint-Sernin-du-Bois Antully, Le Creusot, Marmagne és Saint-Firmin községekkel határos.

## Népesség
A település népessége az elmúlt években az alábbi módon változott:
| Lakosok száma | 1864 | 1885 | 1884 | 1812 | 1775 | 1758 | 1736 | 1718 | 1729 |
|               | 2013 | 2015 | 2016 | 2017 | 2018 | 2019 | 2020 | 2021 | 2022 |